# Meu Pé de Laranja Lima
Meu Pé de Laranja Lima là một bộ phim truyền hình thuộc thể loại telenovela của hãng truyền hình Rede Bandeirantes.

## Ê-kíp
| Diễn viên               | Thủ vai                     |
| ----------------------- | --------------------------- |
| Caio Romei              | Zezé                        |
| Gianfrancesco Guarnieri | Manuel Valadares (Portuga)  |
| Flávia Pucci            | Jandira                     |
| Fernando Pavão          | Raul                        |
| Genézio de Barros       | Paulo                       |
| Eliana Guttman          | Estefânia                   |
| Cris Bonna              | Cecília                     |
| Karla Muga              | Glória (Godoia)             |
| Rodrigo Lombardi        | Henrique                    |
| Regiane Alves           | Liliane "Lili" Silva        |
| André Cursino           | Diogo                       |
| Sebastião Campos        | Caetano                     |
| Sueli Oliveira          | Eugênia                     |
| Lu Grimaldi             | Donana                      |
| Lui Strassburger        | Gabriel                     |
| Helen Helene            | Santinha                    |
| Miwa Yanagizawa         | Gilda                       |
| Rafael Pardo            | Totoca                      |
| Vancley Pimentel        | Luis                        |
| Ícaro Silva             | Juvenal                     |
| Talita Cantori          | Vavá                        |
| Bruno Bezerra           | Sérgio "Serginho" Villarica |
| Fausto Maule            | Bernardo                    |
| Jacqueline Dalabona     | Heloísa Villarica           |
| Leonardo Medeiros       | Demétrio                    |
| Gabriela Brito          | Biluca                      |
| Malu Pessin             | Letícia                     |
| Eduardo Conde           | João Pedro/Armando          |
| Danieli Ávila           | Rita (Ritinha)              |
| Maristane Dresch        | Sofia                       |
| Cássio Scapin           | Minguinho (voz)             |